# 罗达赫河畔雷德维茨
罗达赫河畔雷德维茨（德語：Redwitz an der Rodach，官方拼写为，發音：[ˈʁɛtvɪts ʔan deːɐ̯ ˈʁoːdax]）是德国巴伐利亚州上弗兰肯行政区利希滕费尔斯县的市镇，面积14.66平方千米，2023年12月31日人口为3,416人。